# Karl Lothar Wolf
(Karl) Lothar Wolf (* 14. Februar 1901 in Kirchheimbolanden; † 3. Februar 1969 in Mainz) war ein deutscher Chemiker und Hochschullehrer.

## Leben
Wolf studierte Mathematik, Physik und Chemie an den Universitäten Bonn, Gießen, Heidelberg und München. 1921 wurde er Mitglied des Corps Rhenania Bonn und des Corps Hassia Gießen. 1926 wurde er zum Dr. phil. promoviert. Seit 1925 arbeitete er im Potsdamer Einsteinturm. 1927 ging er an die Albertus-Universität Königsberg, an der er sich bereits 1928 in Chemie habilitierte. Im selben Jahr vertrat er an der Christian-Albrechts-Universität zu Kiel den Lehrstuhl für Physikalische Chemie. Nach einem Intermezzo an der TH Karlsruhe kehrte er im Oktober 1930 – im Alter von 29 Jahren – als ordentlicher Professor nach Kiel zurück. 1933 lehnte er einen Ruf nach Karlsruhe ab.
Seit 1. Mai 1933 Mitglied der NSDAP (Mitgliedsnummer 2.729.714). Nach einer kurzen Amtszeit löste er 1933 an der Kieler Universität Otto Scheel ab und verblieb bis 1935 dort als Rektor. In diesen zwei Jahren forcierte er die nationalsozialistische Umgestaltung der Hochschule. Der Skandal eines angeblichen Verhältnisses mit der Studentin Leiva Petersen, der Tochter eines Kollegen, wurde vom nachfolgenden Rektor Georg Dahm  1935 als Vorwand benutzt, um Wolfs Abberufung vom Lehrkörper zu erwirken. Er ließ ihn an die Julius-Maximilians-Universität Würzburg strafversetzen, wo er bis 1937 die kommissarische Leitung des durch die 1936 erfolgte Versetzung von Klaus Clusius vakant gewordenen außerordentlichen Lehrstuhls für Physikalische Chemie übernahm.  Auf Karl Zieglers Betreiben kam er 1937 von dort an die Martin-Luther-Universität Halle-Wittenberg, wo er zeitweilig als Zellenleiter der NSDAP fungierte. Seit 1938 offiziell Lehrstuhlinhaber, übernahm er Rüstungsaufträge des Reichsamtes für Wirtschaftsausbau (synthetische Schmiermittel). 1942 erhielt er das Kriegsverdienstkreuz 2. Klasse. 1943 wurde er zugleich Direktor des Vierjahresplan-Institutes für Grenzflächenphysik. 1944 erhielt er für seine Forschungen über Fettaustauschstoffe das Kriegsverdienstkreuz 1. Klasse.
1945 wurde er in die Amerikanische Besatzungszone deportiert und von der Universität Halle entlassen. Nach der Entnazifizierung leitete er als 131er von 1948 bis 1954 das Nordpfalzgymnasium in Kirchheimbolanden. 1955 begann er ein Laboratorium für Physik und Chemie der Grenzflächen in Kirchheimbolanden und Marienthal aufzubauen. Es wurde aus Spenden der Industrie und Zuwendungen der Deutschen Forschungsgemeinschaft finanziert und schließlich in die Fraunhofer-Gesellschaft überführt.
Er war Vertreter der Deutschen Chemie, deren Ideen auch Eingang in sein Buch Theoretische Chemie fanden. Deren ganzheitlich-morphologische Atomtheorie mit Rückgriffen auf Paracelsisten der frühen Neuzeit und Johann Wolfgang von Goethe fand allerdings bei den Nationalsozialisten und auch sonst wenig Resonanz. Anerkennung verschaffte ihm dagegen seine Beschäftigung mit Goethe und er wurde Mitherausgeber von dessen naturwissenschaftlichen Schriften in Weimar. Zu seinen Doktoranden gehörte der Wissenschaftshistoriker und Chemiker Rembert Ramsauer.
1959 erhielt Wolf die formale Stellung eines emeritierten o. Professors der Physikalischen Chemie an der Universität Mainz.

## Schriften
- Theoretische Chemie, Leipzig: Barth, 4. Auflage 1959
- Tropfen, Blasen und Lamellen oder Von den Formen flüssiger Körper, Springer Verlag, Verständliche Wissenschaft 1968
- Elektrochemie, Aulis Verlag 1961
- Physik und Chemie der Grenzflächen, 2 Bände, Springer Verlag 1957, 1959
- mit Robert Wolff: Symmetrie, Böhlau, Münster 1956
- Gestalt und Symmetrie: eine Systematik der symmetrischen Körper, Niemeyer 1952
- Das Urbild des elementaren Atoms, Stuttgart: Metzler 1950
- Versuche zur Physik und Chemie der Grenzflächen mit einem Abriss ihrer Theorie und einem Exkurs über die Natur der zwischenmolekularen Kräfte, Marburg 1950
- mit Hans-Georg Trieschmann: Praktische Einführung in die Physikalische Chemie, Vieweg 1937,  3. Auflage, Barth 1954
- mit Wilhelm Troll: Goethes morphologischer Auftrag : Versuch einer naturwissenschaftlichen Morphologie, Leipzig: Akademische Verlagsgesellschaft 1940, Halle: Niemeyer 1942

Er war in den 1950er und 1960er Jahren Mitherausgeber der Naturwissenschaftlichen Schriften von Johann Wolfgang von Goethe bei Böhlau in Weimar.

## Auszeichnungen und Mitgliedschaften
- Kriegsverdienstkreuz 2. Kl.
- Kriegsverdienstkreuz 1. Kl.
- Mitglied der Leopoldina (seit 1940)